# Остроклювые певуны
Остроклювые певуны (лат. Conirostrum) — род птиц из семейства танагровых (Thraupidae). Эти маленькие птицы, всего 9—14 см в длину, обитают в лесах Южной Америки.

## Систематика
Русские названия даны по словарю Бёме и Флинта:
- Подрод Ateleodacnis
  - Conirostrum bicolor (Vieillot, 1809) — Двуцветный остроклювый певун
  - Conirostrum leucogenys (Lafresnaye, 1852) — Белоухий остроклювый певун
  - Conirostrum margaritae (Holt, 1931) — Жемчужный остроклювый певун
  - Conirostrum speciosum (Temminck, 1824) — Буробрюхий остроклювый певун
- Подрод Conirostrum
  - Conirostrum albifrons Lafresnaye, 1842 — Белолобый остроклювый певун
  - Conirostrum cinereum d’Orbigny & Lafresnaye, 1838 — Серый остроклювый певун
  - Conirostrum ferrugineiventre P. L. Sclater, 1855 — Белобровый остроклювый певун
  - Conirostrum rufum Lafresnaye, 1843 — Рыжебровый остроклювый певун
  - Conirostrum sitticolor Lafresnaye, 1840 — Синеспинный остроклювый певун
  - Conirostrum tamarugense A. W. Johnson & Millie, 1972 — Чилийский остроклювый певун